# Ronny Van Marcke
Pour les articles homonymes, voir Van Marcke.
Ronny Van Marcke (né le 2 octobre 1947 à Lendelede) est un ancien coureur cycliste professionnel belge.

## Palmarès

### Palmarès amateur
- 1967
  -  Champion de Belgique de poursuite par équipes amateurs
  - 3e étape du Tour du Limbourg amateurs
  - 2e du championnat de Belgique sur route militaires

- 1968
  -  Champion de Belgique de poursuite par équipes amateurs

- 1970
  - 1re étape du Circuit franco-belge
  - 3e du Zesbergenprijs Harelbeke

### Palmarès professionnel
- 1971
  - 3e du Grand Prix de Momignies
  - 3e du Grand Prix d'Isbergues
  - 4e du Tour de la Nouvelle-France
  - 9e des Quatre Jours de Dunkerque

- 1972
  - Prologue du Tour d'Indre-et-Loire (contre-la-montre par équipes)
  - 3e étape des Quatre Jours de Dunkerque
  - 2e de la Nokere Koerse

- 1974
  - 6e de Liège-Bastogne-Liège

- 1979
  - Grand Prix de Momignies

- 1980
  - 2e du Omloop van de Westkust
  - 3e de la Flèche picarde
  - 3e du Circuit du Houtland
  - 3e du Prix national de clôture
  - 3e de la Gullegem Koerse

- 1981
  - 3e du Championnat des Flandres
  - 3e du Grand Prix Raf Jonckheere
- 1983
  - Circuit du Houtland

## Résultats sur les grands tours

### Tour de France
3 participations 
- 1972 : 62e
- 1973 : abandon (3e étape)
- 1974 : 88e

### Tour d'Espagne
3 participations 
- 1974 : 46e
- 1975 : 50e
- 1979 : abandon (16ea étape)